# Abu l-Hasan Ali I
Abu l-Hasan Ali I (en árabe: أبو الحسن علي باشا‎; Al-Kāf, Túnez; 30 de junio de 1688-Le Bardo, Túnez; 22 de septiembre de 1756), fue bey de Túnez y miembro de la dinastía husainí de 1735 a 1756. Era el hijo de Sidi Muhammad ibn Ali al-Turki, hermano mayor de Al-Husayn I ibn Ali que fue gobernador de Le Kef y Susa y que fue encarcelado por Al-Husayn (1728-1735). 
Ali fue designado heredero el 17 de enero de 1706 cuando Al-Husayn I ibn Ali no tenía hijos. En 1709 Hysayn había hecho entrar en su harén a una joven genovesa de 13 años capturada en el mar por corsarios. Con esta chica tuvo dos hijos: Muhammad (futuro Muhammad I al-Rashid) y Ali (futuro Ali II ibn Husayn), en 1710, ya antes de su nacimiento, estableció la descendencia por primogenitura, pero cuando nacieron estos hijos debían ocupar el lugar de herederos; Ali Bey (Ali I) permaneció como heredero presunto pero en 1725 Muhammad llegó a la mayoría de edad y en 1726 recibió el título de bey al-Mahalla como heredero presunto. Ali Bey recibió en 1724 (ya preparando la compensación) el título de pachá, pero no quedó satisfecho y comenzó a intrigar; Husayn le hizo vigilar e hizo reforzar las defensas de la ciudad poniendo puertas a las murallas del exterior. Aun así Ali pudo huir de Túnez el 21 de febrero de 1728 y llegar al territorio de las tribus hanencha y ousseltia del centro del país a las que ganó para su causa, y participaron en una revuelta (1729) que fue sofocada por Husayn. Ali y su hijo Yunus se refugiaron con el rey de Argel. Este inicialmente los tuvo prisioneros a cambio de un tributo que le ofreció al-Husayn ibn Ali, pero cuando Husayn dejó de pagar el tributo, el dey liberó a Ali, e invadió Túnez. Husayn fue derrotado en la batalla de Smendja o Smindja (4 de septiembre de 1735) y huyó hacia Susa y luego a Kairuán con sus hijos Muhammad y Ali. La guarnición de Túnez, al saber la derrota del bey, se rindió sin condiciones y Yunus entró en la ciudad el 7 de septiembre de 1735. Su abuelo Ali y dos de sus hijos (Muhammad y Sulayman) que se encontraban prisioneros en el Bardo, fueron liberados (el padre Sidi Muhammad ibn Ali al-Turki sólo sobrevivió 10 días) y fueron los encargados de ofrecer a su padre, que entró detrás de Yunus, las llaves de la ciudad. Ali se proclamó bey el 8 de septiembre de 1735 mientras su tío resistía en Susa y Kairuán hasta el 1739. Yunus fue enviado a asediar y conquistar Kairuán, donde entró el 25 de mayo de 1739 capturando a su tío al que ejecutó el 13 de mayo de 1740. 
En 1741 tuvo diferencias con Francia por el asunto de la Compañía de África que hacía el comercio de trigo con la regencia de Túnez. Para poner fin a este privilegio Ali conquistó la isla de Tabarka el 1 de julio de 1741 y 1.500 cristianos fueron llevados prisioneros a Túnez para obtener rescate. También ocupó la factoría francesa de Cap Negre donde entró su hijo Yunus al frente de un destacamento de jenízaros (16 de agosto de 1741). Luis XV de Francia envió una escuadra de castigo en julio de 1742, que fracasó ante La Goleta aunque finalmente al cabo de unos meses, la factoría de Cabo Negro fue restaurada en Francia en el marco de un tratado comercial y el pago de una cantidad, lo que puso fin al conflicto. 
Gobernó hasta el 1756 sin demasiados problemas hasta el 1752, pero en esta fecha se sublevó su hijo Yunus, heredero designado (con título debey al-Mahalladesde el 8 de noviembre de 1735 y luego kahiya el 6 de septiembre siguiente y amir al-Liwa). Yunus se enfrentó a su hermano y dejó el Bardo y se apoderó por sorpresa de la kasbah de Túnez; reunió una milicia, obtuvo el apoyo de las autoridades locales y se hizo proclamar bey y dispuso la defensa de la Medina de Túnez y la kasbah, los asaltos de las tropas leales fueron rechazados durante dos meses, pero a medida que pasaba el tiempo su posición se debilitó; finalmente los leales entraron en la Medina por Bab Soukia, y Yunus huyó consiguiendo llegar a Argelia, pero fue privado de sus títulos. La Medina fue saqueada por las tropas leales en venganza al apoyo dado a Yunus. 
En agosto de 1756 se rebeló su primo Muhammad ibn al-Husayn I, que con el apoyo de los argelinos (un ejército dirigido por el bey de Constantina) derrotó a las tropas indígenas reclutadas por Ali en lugar de los antiguos jenízaros turcos y entró en Túnez el 2 de septiembre de 1756, los argelinos saquearon la ciudad. Muhammad fue hecho prisionero y ejecutado por los partidarios de Al-Husayn I ibn Ali el 22 de septiembre de 1756. Muhammad I al-Rashid fue proclamado bey. 
| Predecesor: Al-Husayn I ibn Ali | Bey de Túnez 1735-1756 | Sucesor: Muhammad I al-Rashid |